# هنري بيلي (لاعب كرة قدم أمريكية)
هنري بيلي (بالإنجليزية: Henry C Bailey JR)‏ هو لاعب كرة قدم أمريكية أمريكي، ولد في 28 فبراير 1973 في سوفولك في الولايات المتحدة.

## وصلات خارجية
- هنري بيلي على موقع مرجع كرة القدم المحترفة.كوم (الإنجليزية)